# Концерт для фортепиано с оркестром № 1 (Гласс)
Концерт для фортепиано с оркестром № 1 «Тирольский» («Tirol») — сочинение американского композитора Филипа Гласса.
Создан в 2000 году по заказу тирольского управления по туризму и Штутгартского камерного оркестра. Впервые исполнен этим оркестром 22 сентября 2000 года на ежегодном фестивале современной музыки «Klangspuren» в Енбахе; солистом и дирижёром выступил многолетний сотрудник Гласса Деннис Рассел Дэвис, специально попросивший композитора написать концерт так, чтобы оркестром можно было управлять сидя за фортепиано.
Первая студийная запись — 2002 год, исполнители те же. Издавалась в 2002 и 2004 годах, в 2011 году включена в четвёртый выпуск собрания концертов Гласса «The Concerto Project».

## Описание
Основой музыки концерта послужила анонимная тирольская песня-молитва начала XIX века «Maria! hilf doch mir» («Мария, помоги мне!»), с которой Гласс познакомился в архивах Тироля. Это стало для композитором первым опытом цитирования музыкального фольклора; позже во Втором фортепианном концерте он использовал индейскую мелодию.
Первая часть начинается непосредственно с обработанной темы песни, исполняемой одним только фортепиано в умеренном темпе, в духе хорала. Далее включается оркестр, темп ускоряется, тема развивается и видоизменяется.

То, что вы слышите в начале, — тирольская народная песня; она, разумеется, звучит похоже на все другие народные песни мира, которые вообще обладают этим свойством: казаться давно знакомыми. (Гласс)
Оригинальный текст (англ.)What you hear at the beginning is a Tirolean [sic] folk song which of course sounds like folk songs from all over the world, in the way that folk songs have that quality of always being familiar.

Вторая часть, медленная, элегическая, родственна написанному незадолго до того фрагменту «Raising the Sail» («Подъём паруса») из музыки Гласса к фильму «Шоу Трумана» (1998). В фильме, однако, данный фрагмент длится всего пару минут, в концерте же средняя часть развёрнута куда более масштабно и продолжительностью превосходит обе другие, вместе взятые. Мелодические интонации близки к начальной фразе песни с её характерным плавным поступенным движением. Структурно часть представляет собой 11 вариаций на повторяющуюся гармоническую последовательность по типу чаконы.
В светлой и жизнерадостной третьей части тема «Maria! hilf doch mir» вновь возвращается целиком.
Общее время звучания концерта — около 27—29 минут.

## Состав оркестра
- Фортепиано соло.
- Первые и вторые скрипки, альты, виолончели, контрабасы.